# 야시르 아사니
야시르 파딜 아사니(마케도니아어: Јасир Асани, Jasir Fadil Asani, 1995년 5월 19일~)는 북마케도니아 출생 알바니아의 축구 선수로 현재 대한민국 K리그1의 광주 FC에서 미드필더로 활약하고 있으며 2023년부터 알바니아 대표팀의 일원으로도 활약 중이다.

## 클럽 경력

### K리그이전
1995년 5월 19일 북마케도니아의 수도 스코페에서 태어나 2010년부터 2014년까지 FK 바르다르 유스팀에서 활동한 뒤 2013-14 시즌을 앞두고 성인팀에 입단하며 본격적으로 프로에 입문했다.
그 후 2016-17 시즌까지 KF 슈쿠피에서 임대 선수로 활동했던 시기를 포함해 공식전 89경기 21골을 기록하며 FK 바르다르의 3회 연속 프르바 리가 우승(2014-15, 2015-16, 2016-17)에 이바지했다.
2016-17 시즌 종료 후 알바니아 수페르리가의 파르타자니 티라나로 이적하여 2020-21 시즌까지 공식전 123경기 27골을 기록하면서 2018-19 시즌 리그 우승, 2019 시즌 알바니아 슈퍼컵 우승, 2020-21 시즌 리그 3위의 성적에 기여했으며 이후 스웨덴 알스벤스칸의 AIK 포트볼을 거쳐 2021-22 시즌부터 2시즌동안 헝가리 넴제티 버이녹샤그 I의 키스바르더 FC에서 공식전 52경기 10골의 준수한 성적을 기록하며 2021-22 시즌 리그 준우승에 기여했다.

### 광주 FC
2023 시즌을 앞두고 대한민국 K리그1의 광주 FC 입단을 통해 프로 데뷔 후 처음으로 아시아 무대에 진출한 뒤 2023 시즌에는 리그 33경기 10개의 공격포인트(7골·3어시스트)를 작성하며 3위라는 광주 구단 역사상 K리그1 역대 최고 성적과 함께 창단 첫 아시아 클럽 대항전 진출을 이끌었다.
그 후 2024 시즌에서는 광주 구단 역사상 첫 코리아컵 4강 진출의 대업을 이끌었고 심지어 2024-25년 AFC 챔피언스리그 엘리트 리그 페이즈에서도 7경기 7골을 터뜨리며 팀의 사상 첫 16강 진출을 이끈 뒤 일본 J1리그의 비셀 고베와의 16강 2차전에서도 멀티골을 터뜨리는 맹활약으로 광주의 사상 첫 ACLE 8강 진출의 일등공신이 되었다.

## 국가대표 경력

### 알바니아 A대표팀
2014년부터 2015년까지 북마케도니아 U-19 대표팀에서 4경기를 소화하다가 2016년 3월 18일 알바니아 국적을 취득한 뒤 알바니아 U-21 대표팀 소속으로 사우디아라비아와의 경기에서 득점을 기록했다.
그로부터 7년 뒤인 2023년 브라질 대표팀 출신 시우비뉴 감독이 이끄는 알바니아 A대표팀에 합류한 이후 3월 27일 폴란드와의 UEFA 유로 2024 예선 E조 1차전에서 국제 A매치 데뷔전을 치렀고 몰도바와의 2차전에서 A매치 데뷔골을 터뜨렸다.
이후 예선 6경기에서 2골을 더 추가하며 알바니아의 8년만의 유로 대회 본선 진출에 기여했으며 UEFA 유로 2024 본선 3경기에도 모두 출전하여 8년만의 유로 대회 본선 승점 획득에도 일조했다.
그리고 우크라이나와의 2024-25년 UEFA 네이션스리그 B 1조 1차전에서 1-1로 맞서던 후반 21분 결승골을 터뜨리며 팀의 2-1 승리를 이끌었지만 팀은 2승 1무 3패로 조지아와 동률을 이뤘음에도 득실차에서 밀리면서 차기 시즌 리그 C 강등의 고배를 마셨다.

## 수상 내역

### 클럽
FK 바르다르
- 프르바 리가 : 우승 (2014-15, 2015-16)

파르티자니 티라나
- 알바니아 수페르리가 : 우승 (2018-19), 3위 (2020-21)
- 알바니아 슈퍼컵 : 우승 (2019)

 키스바르다 FC
- 넴제티 버이녹샤그 I : 준우승 (2021-22)

 광주 FC
- K리그1 : 3위 (2023)
- 코리아컵 : 4강 (2024)